# Язская культура

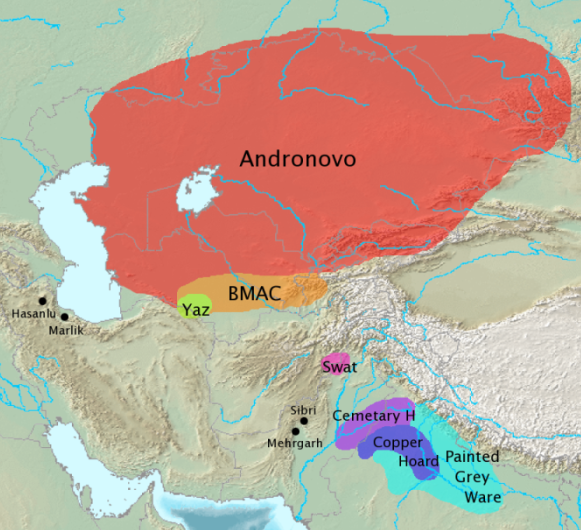
Язская степь и её соседи.

Язская культура (туркм. Ýaz medeniýeti, перс. فرهنگ یاز‎) — культура раннего железного века, существовавшая на территории Бактрии и Маргианы около 1500—1100 гг. до н. э. Развивалась на территории оазисов, расположенных к востоку от верховий Атрека, в предгорьях Копетдага и в Маргиане.
Учёными не обнаружено захоронений данной культуры, что можно объяснить зороастрийской практикой выставления трупов на открытый воздух для поедания их грифами.
Язская культура, вероятно, соответствует тому обществу, которое описано в «Авесте».
Её носители, согласно распространённой гипотезе, общались на авестийском и родственных восточноиранских языках.
Для изучения роли миграций в переходе бронзовый век/железный век на юге Средней Азии была экстрагирована ДНК из 17 скелетов, выкопанных в Улуг-депе в Какинском этрапе Ахалского велаята на юго-востоке Туркменистана. Митохондриальный геном секвенировали у 6 образцов из бронзового века и у 4 образцов из железного века. Определённые митохондриальные гаплогруппы оказались близки к таковым в современных западно-евразийских популяциях. Генетические данные свидетельствуют о тесной связи между населением ямной культуры и населением железного века Улуг-депе.